# シュベツォフ ASh-21
シュベツォフ ASh-21（ロシア語: Швецов АШ-21）とは、1940年代にソビエト連邦で開発された、単列7気筒・空冷星型の航空用エンジンである。

## 設計と開発
ASh-21は、基本的には複列14気筒のASh-82エンジンを単列化したものである。ASh-82の姉妹機であるASh-62からも多くの部品が流用された。設計は1945年に始まり、1947年までに試験を終えて量産が開始された。1947年から1955年までに7636基のASh-21がソ連国内で生産され、ほかに1952年以降チェコスロバキアでもM-21として生産された。

## 搭載機
- Yak-11
- Yak-16
- Be-8
- Be-30

## 仕様 (ASh-21)
- 型式：空冷星型単列7気筒
- ボア径×ストローク長：155.5mm × 155mm
- 排気量：20.6L
- 乾燥重量：487kg
- 過給機：機械式遠心過給機（1段1速）
- 燃料装置：キャブレター
- 出力
  - 520kW（700馬力） / 2300 rpm（離床出力）
  - 459kW（615馬力、高度1700m）
- 比出力：25.5kw / L
- 圧縮比：6.4:1
- 出力重量比：1.07kW/kg